# Touvois
Touvois – miejscowość i gmina we Francji, w regionie Kraj Loary, w departamencie Loara Atlantycka.
Według danych na rok 2010 gminę zamieszkiwało 1627 osób, a gęstość zaludnienia wynosiła 41 osób/km².